# Burg Muszyna
Die Burg Muszyna (polnisch Zamek w Muszynie) befindet sich in Muszyna im Powiat Nowosądecki in der Woiwodschaft Kleinpolen in Polen. Die Höhenburg liegt in den Sandezer Beskiden am Zusammenfluss des Poprad, des Szczawnik und der Muszynka über der Altstadt von Muszyna. Sie ist eine der zahlreichen Poprad- und Dunajec-Burgen in den Beskiden, die die mittelalterlichen Handelswege vom Königreich Polen nach Ungarn bewachten.

## Geschichte

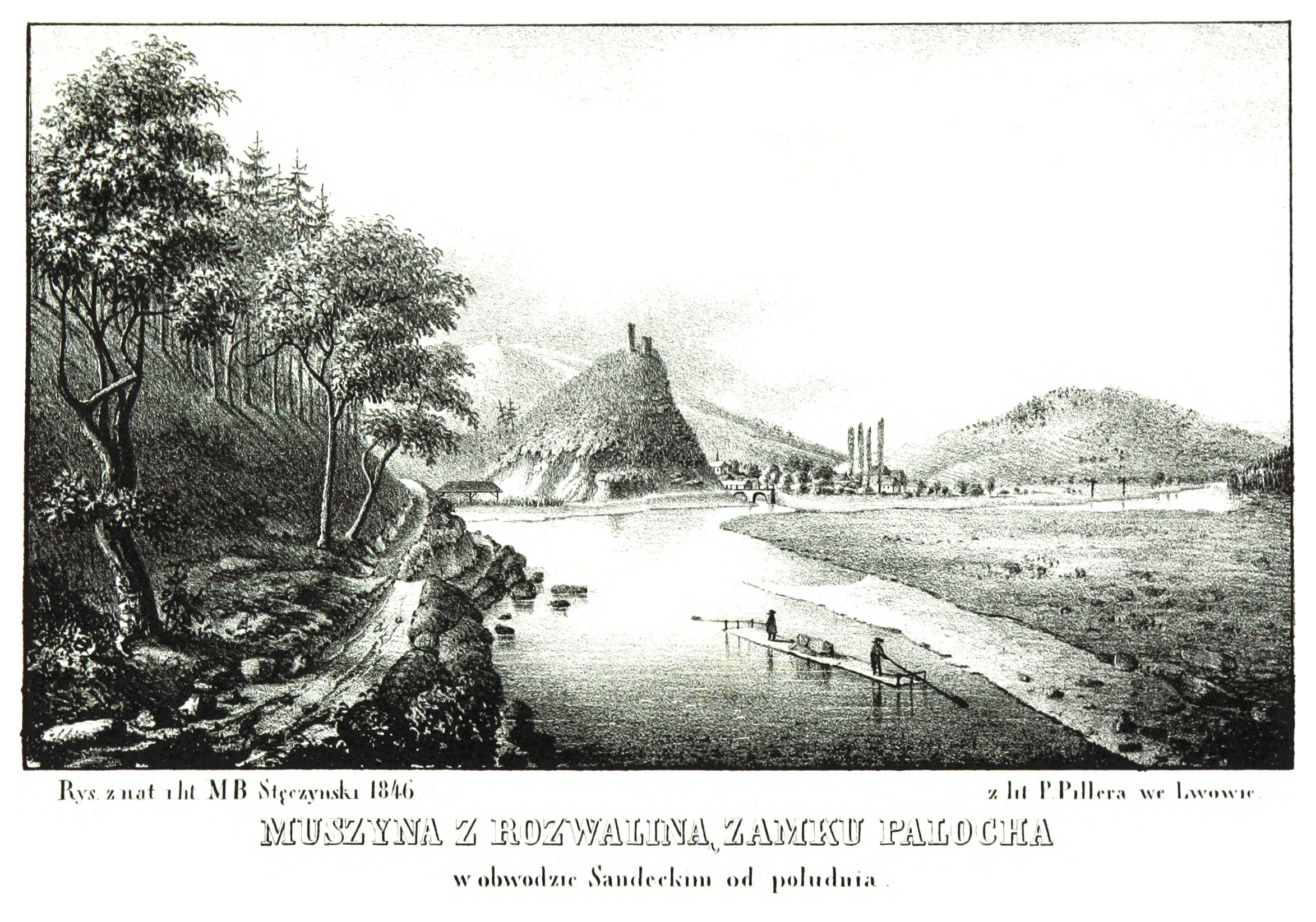
Ruine um 1847

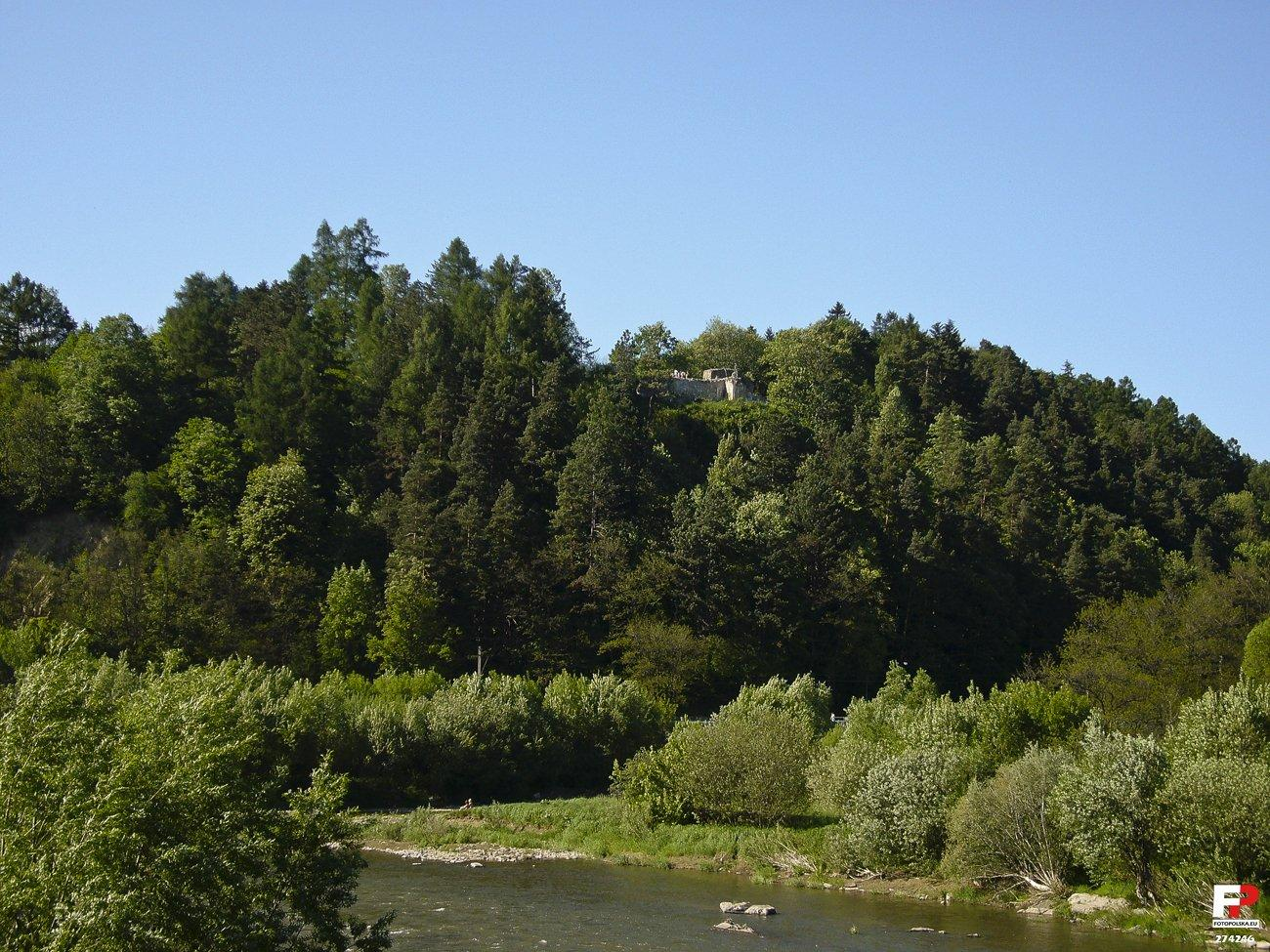
Blick vom Poprad

Die Burg entstand 1301 als Sitz des Landes Muszyna, das seit 1288 den Krakauer Bischöfen gehörte. Eine weitere Burg, die sich in Muszyna befand, wurde 1474 von Matthias Corvinus zerstört. Die Burg wurde im 15. Jahrhundert zunächst von einem Starost und später einem Kasztelan verwaltet. Aufgabe der Burg war unter anderem die Bewachung des Handelswegs von Polen nach Ungarn, der entlang des Poprads führte. Nach der Auflösung des Landes Muszyna und der Übernahme des Grundbesitzes als Kammerbesitz durch die Habsburger 1781 nach der Ersten Polnischen Teilung verfiel die Burg zur Ruine. 
Seit 2020 hat die Gemeinde Muszyna sie in einem gemeinsamen slowakisch-polnischen Projekt teilweise wiedererrichten lassen. Bei den Arbeiten wurden der quadratische Bergfried, der Burghof sowie ein Teil des Haupthauses rekonstruiert. Besucher können seit Kurzem in der ganzjährig geöffneten Anlage eine Ausstellung über die Geschichte von Ort und Burg sehen. Zudem gibt es ein Burgcafé, und im Dachgeschoss des Turms wurde eine Aussichtsplattform eingerichtet.

## Panorama

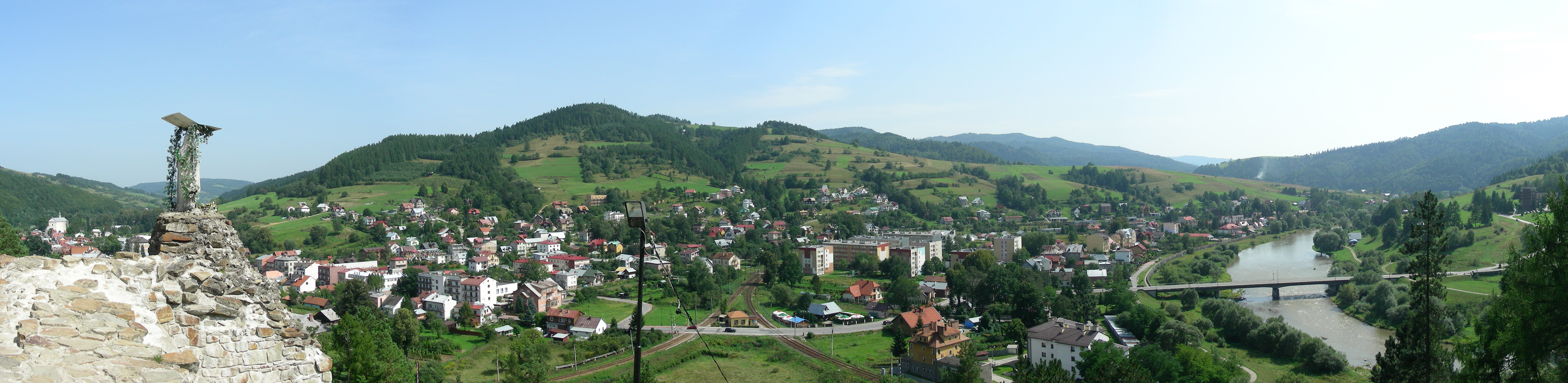
Blick von der Burgruine auf den Poprad und Muszyna